# Dypsis plurisecta
Dypsis plurisecta là loài thực vật có hoa thuộc họ Arecaceae. Loài này được Jum. mô tả khoa học đầu tiên năm 1918.